# Касимов
Касимов (рус. Касимов) град је у Русији у Рјазањској области. Према попису становништва из 2010. у граду је живело 33494 становника.

## Становништво
| 1939.  | 1959.  | 1970.  | 1979.  | 1989.  | 2002.  | 2010.  |
| ------ | ------ | ------ | ------ | ------ | ------ | ------ |
| 22.198 | 27.855 | 33.066 | 34.216 | 37.521 | 35.816 | 33.494 |